# Robert II de Milly
Robert de Milly (né vers 1155 - † vers 1238) est seigneur de Boissy-le-Châtel et de Montreuil-sur-Brêche, ainsi que chambellan de Champagne. Il est le fils de Robert Ier de Milly, issu de la maison de Milly et seigneur de Montreuil-sur-Brêche, et de Reine, dame de Boissy-le-Châtel.

## Biographie

### Origine
Il est le fils de Robert Ier de Milly, et donc issu de la maison de Milly qui s'est particulièrement illustrée pendant les croisades, et de Reine de Boissy-le-Châtel.
Il hérite de la seigneurie de Montreuil-sur-Brêche de son père et de celle de Boissy-le-Châtel de sa mère. Par son mariage avec Alix de Pleurs, il transmettra également la seigneurie de Pleurs à ses héritiers.
Il figure dans l'entourage des comtes de Champagne à partir de 1167 jusqu'à sa mort en 1238, soit pendant plus de soixante-dix ans.

### Sous HenriIerle Libéral
Il apparait pour la première fois dans un acte en 1167.
Il fait partie des proches conseillers du comte Henri le Libéral et apparait comme témoins dans plusieurs actes.
En 1179, il accompagne le comte Henri le Libéral en croisade en terre sainte. À leur arrivée, pendant que Saladin fait le siège de la forteresse de Tibériade, Baudouin IV, roi de Jérusalem, réunit les croisés à l'armée des barons de Terre-Sainte afin d'aller secourir la place. Mais l'opération est trop lente et Tibériade tombe aux mains des Sarrasins. Il accompagne ensuite probablement le comte Henri dans sa visite de plusieurs lieux saints : Jérusalem, Hébron, Sébaste et Nazareth. Lors du chemin de retour, il est probablement fait prisonnier avec le comte Henri par les Turcs, jusqu’à ce que l'empereur byzantin obtienne leur liberté avant de rejoindre alors Constantinople. Il est ensuite de retour en Champagne en février 1181.

### Sous HenriII
En 1181, pendant la minorité d'Henri II, il est un des conseillers de la régente Marie de France. Il apparait alors dans plusieurs chartes et l'accompagne durant ses voyages.
En 1190, il est présent à l'assemblée de Sézanne où le comte Henri II demande à ses barons, dont Robert, de jurer que s'il ne revenait pas de terre sainte, ils lui reconnaîtraient comme successeur son jeune frère Thibaut.
Il accompagne le comte Henri II lors de la troisième croisade et combat au siège de Saint-Jean-d'Acre.
Vers 1195, pendant la deuxième régence de Marie de France, il fait de nouveau partie de ses conseillers et apparait dans plusieurs chartes.

### Sous ThibautIII
En avril 1198, il fait partie des barons champenois qui portent cautions de la fidélité du comte Thibaut III envers le roi Philippe-Auguste, où il apparait en cinquième position dans les signataires.

### Sous ThibautIV
En 1203, il fonde la chapelle Saint-Jacques dans son château de Boissy-le-Châtel.
En 1212, il concourt avec les plus grands seigneurs champenois à l'ordonnance de Champagne de 1212 sur le règlement de succession des fiefs entre filles et sur les duels.
En 1213, il est appelé à déposer dans l'enquête sur la légitimité du mariage du comte Henri II avec Isabelle Ire de Jérusalem en Terre sainte, ainsi que sur les paroles du comte Henri II lors de l'assemblée de Sézanne de 1198, à la suite de la réclamation d'Erard de Brienne qui entrainera la guerre de succession de Champagne.
En 1214, il fait partie des 56 chevaliers champenois convoqués par le roi Philippe-Auguste pour son ost contre la coalition formée par le roi d'Angleterre, de l'empereur du Saint-Empire germanique et du comte de Flandre, et il combat à la bataille de Bouvines. Après la victoire, il se porte caution pour un chevalier captif, Rasse de Gavre, pour sa libération.
En 1215, pendant la régence de Blanche de Navarre, il fait partie de ses conseillers
En 1218, un de ses fils est nommé prévôt de la Saint-Quiraice par la comtesse Blanche de Navarre.
En 1219, un de ses hommes, qui encourt une amende, obtient une remise de peine de Blanche de Navarre, probablement à la demande de Robert.
En 1221, date où il résigne probablement à sa charge, il reconnait qu'il ne possède la fonction de chambellan de Champagne qu'à titre viager, et non héréditaire.
En 1222, il fait partie des barons champenois qui portent cautions de la fidélité du comte Thibaut IV envers le roi Philippe-Auguste.
En 1224, il participe avec les plus grands barons champenois à l'ordonnance de Champagne sur le partage des fiefs entre enfants mâles.
À sa mort, il est remplacé par son fils Gui de Milly, qui sera également seigneur de Pleurs, et qui aura également la charge de chambellan de Champagne à titre viager.

### Chambellan de Champagne
Il est tout d'abord trésorier, mais la date à laquelle il obtient la charge de chambellan est indéfinie.
Il semble renoncer à sa charge en 1221 où il reconnait qu'il ne la possède qu'à titre viager et non héréditaire.
Toutefois, la comtesse Blanche de Navarre assure la survivance de cette charge à son fils Gui de Milly et celui-ci doit reconnaitre à son tour qu'il n'a cette charge qu'à titre viager.

### Templier
En 1190, avant son départ pour la troisième croisade et pour le repose de son âme, il fait un don de dix arpents de terre et d'une famille de serfs à Trilbardou aux Templiers de Moisy. En retour il entre l'ordre en tant que confrater (frère convers), sa mère devait être commémoré à Moisy et sa sœur Amélie ainsi que son mari Manassès reçoivent des avantages spirituels des Templiers. Ce don aurait été fait à la condition qu'il meure sans héritiers, mais en 1203 il avait deux filles, ce qui rend cette donation nulle en non avenue.
Toutefois, le fait que les Templiers aient finalement construit une maison à Trilbardou semble indiquer que Robert de Milly ait renouvelé ce don après son retour de croisade. Il aurait également aidé à l’expansion territoriale de l'ordre. Il a ainsi doté le Temple de Moulins à Montceaux, déclenchant un différend avec les moines de abbaye de Montier-la-Celle qui dura jusqu'en 1216. En 1227, pour la somme de 40 sous, il exempte les Templiers de payer leur loyer pour des Granges à Champfleury.
En 1203, il donne six livres en péages annuels à l'abbaye du Paraclet, au profit de ses filles qui y étaient retirées.

#### Confusion historique
Le fait qu'il soit indiqué que Robert n'avait pas d'enfant avant son départ pour la troisième croisade et qu'il ait eu deux filles par la suite ne correspond pas à certaines sources qui annoncent qu'il aurait eu deux fils : Gui qui lui succède et Robert qui est prévôt à Provins. Peut-être que ce dernier a été templier puis a eu deux filles qui seraient rentrées dans les ordres avant que lui même ne devienne clerc puis prévôt.
Toutefois, certains historiens pensent qu'il y aurait eu deux personnes distinctes nommées Robert de Milly et qui n'auraient pas été différenciées. Le premier, trésorier de Champagne, aurait participé à la croisade du comte Henri en 1179. Le second, fils du précédent, chambellan de Champagne, aurait participé à la troisième croisade en 1189 après être devenu Templier. Cette hypothèse pourrait expliquer sa longévité, qui serait alors fausse car couvrant deux personnes différentes.

## Mariage et enfants
Il épouse Alix de Pleurs, fille de Hugues de Pleurs, seigneur de Pleurs, et de Marie de Playotre, dont il a plusieurs enfants :
- Gui de Milly, qui succède à son père.
- Robert de Milly, clerc puis prévôt de la collégiale Saint-Quiriace de Provins.
- peut-être une ou plusieurs filles.

## Source
- Marie Henry d'Arbois de Jubainville, Histoire des Ducs et Comtes de Champagne, 1865.